# Rumänische Rundschau
Rumänische Rundschau a fost o revistă ilustrată lunară pentru literatură, cultură și civilizație română și pentru dialog internațional (Illustrierte Monatsschrift für rumänische Literatur, Kultur, Zivilisation und internationalen Dialog) de limba germană, care a apărut în perioada 1946-1996, cu sediul în Piața Presei Libere nr. 1, 71341 București.
Între alții, la revistă au colaborat și Alfred Margul-Sperber , Hellmut Seiler.